# Херсонская крепость
Херсонская крепость — крепость в городе Херсон, построенная в 1778—1787 годах. В настоящее время остатки валов и крепостные ворота расположены на территории городского парка (парк «Херсонская Крепость»).

## История
Херсонская крепость была заложена 8 сентября 1778 года по проекту главного архитектора Адмиралтейств-коллегии М. Ветошникова. В процессе строительства первоочередной проект подвергся значительной корректировке и изменениям инженерами И.А. Ганнибалом, И. Германом и К. Гаксом, и в 1784-1785 гг. был окончательно переделан новым руководителем строительных работ Н.И. Корсаковым.
К 1788 году строительство крепости было практически завершено. К тому времени она стала образцом земляного фортификационного строительства. Крепость имела удлиненную звездообразную форму. Вокруг неё был вырыт ров и насыпан земляной вал, на бастионах которого было установлено 220 орудий, а внутри был комплекс административных и производственных зданий. Достопримечательностью архитектуры стал ансамбль Дворцовой площади, расположенной в центре крепости. Над его созданием работали известные архитекторы: И. М. Ситников, М.Ф. Казаков, Николай Казаков, Клод Буржуа, Антуан Вектен, немец Карл Гагендорф, голландец Викентий Ванрезант и др.
Дворцовая площадь была окружена с севера — дворцом Потёмкина, с востока — зданием монетного двора, с юга — арсеналом и с запада Екатерининским собором.
Губернатор Новороссийского края Григорий Александрович Потёмкин, руководящий строительством Херсона, отводил городу роль столицы Таврического края и хотел сделать его таким же цветущим и знаменитым как древний Херсонес Таврический. Строительство города шло по проекту, составленному в 1778 г., который постоянно корректировался. Основные постройки провели за 4 года. В рапорте от 1 мая 1784 г. в Петербург полковник Н.И. Корсаков писал, что город делится на три части: 1) Крепость, 2) Греческий форштадт, 3) Военный форштадт.
На месте Александр-Шанца строили крепость в форме эллипса, а адмиралтейство в форме полукруга. Они стали историческим центром города и размешались на трех террасах между двумя параллельными оврагами, спускающимися под небольшим углом к Днепру. Адмиралтейство занимало 40 десятин (44 га), крепость 90 десятин (99 га). Они были обнесены мощным земляным валом высотой до 15 м и внешним рвом. Валы насыпали землей солдаты и рабочие, принося ее в мешках и корзинах. На валах разместили 220 пушек. За пределами валов к западу были отрыты крестообразные минные галереи. Ломаная линия укреплений давала возможность вести перекрестный огонь. Херсонскую крепость образовывал ряд бастионных сооружений с равелинами и цитадель цитаделью, одна сторона которой выходила на берег реки Днепр. В полевом арсенале было до 600 орудий, значительная часть которых вместе с ружьями и разнообразными боеприпасами была перевезена сюда из ликвидированной крепости Святой Елизаветы. В каменных казармах, рассчитанных на 24 000 солдат, располагалось 8 пехотных полков: Козловский, Ряжский, Тамбовский, Муромский, Курский, Полоцкий, Херсонский и Елецкий. Также на территории крепости размещались инженерная рота и внутренний гарнизонный батальон.
На территории Херсонской крепости также располагались магазины провианта, от 7 до 11 крепостных пороховых погребов, комендантский двор, квартиры чинов крепостного ведомства, лаборатория патронов, гауптвахта с военными арестантами, арты соборная церковь Святой Екатерины с деревянной колокольней и дворец князя Потемкина.
Между валами крепости было размещено несколько ворот, из которых Московская (Санкт-Петербургская) соединяла крепость с Военным форштадтом, а Очаковские ворота с подъемным мостом вели через ров в купеческий город.

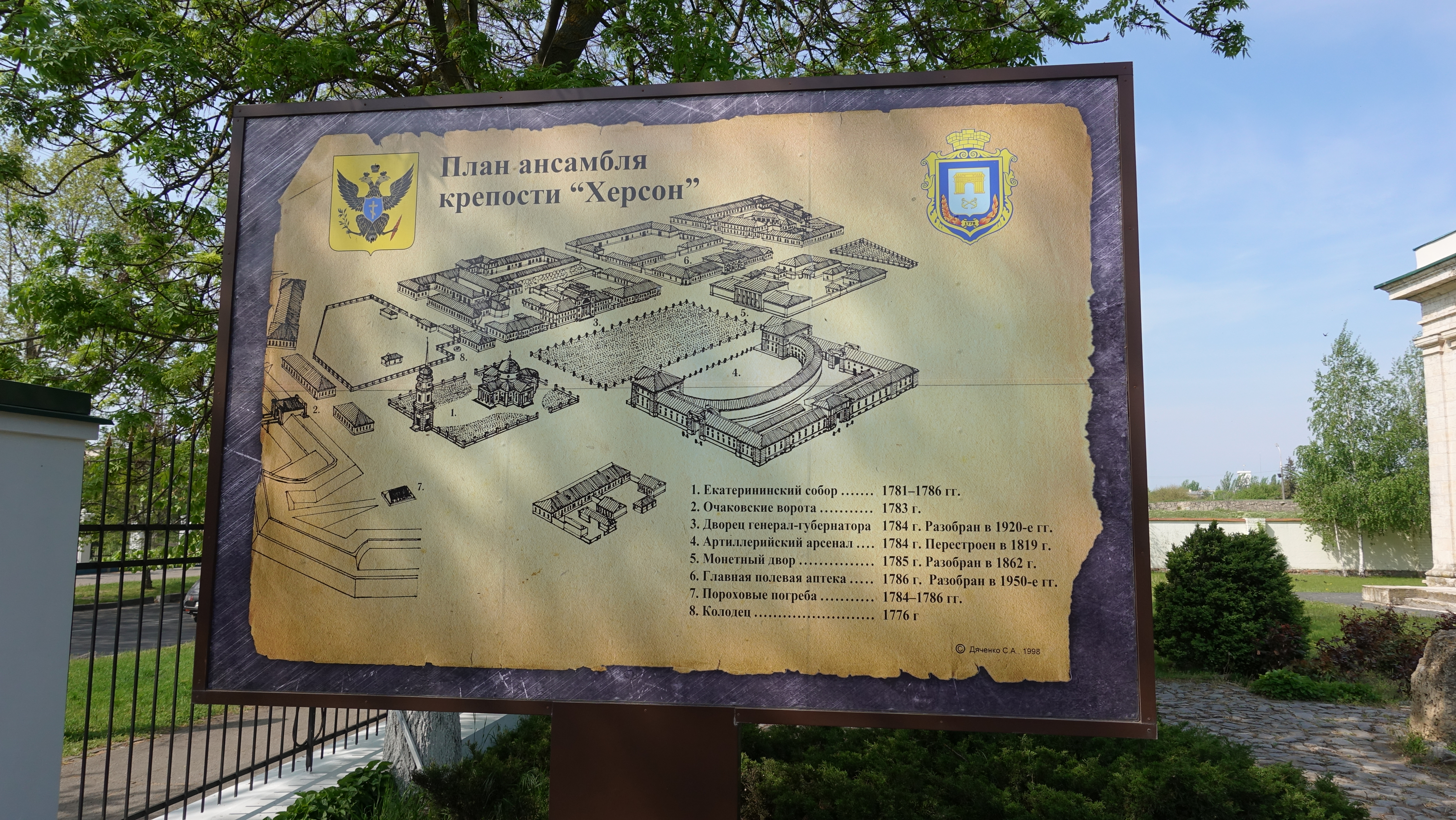
План ансамбля крепости «Херсон»

Из многих зданий крепости до сих пор сохранились только Екатерининский собор, Адмиралтейский арсенал, пороховой погреб (переработанный под современный ресторан), а также ворота: Очаковские и Московские. В 1953 году на территории крепости был заложен парк им. Ленинского комсомола и почти все крепостные рвы были засыпаны.

## План крепости

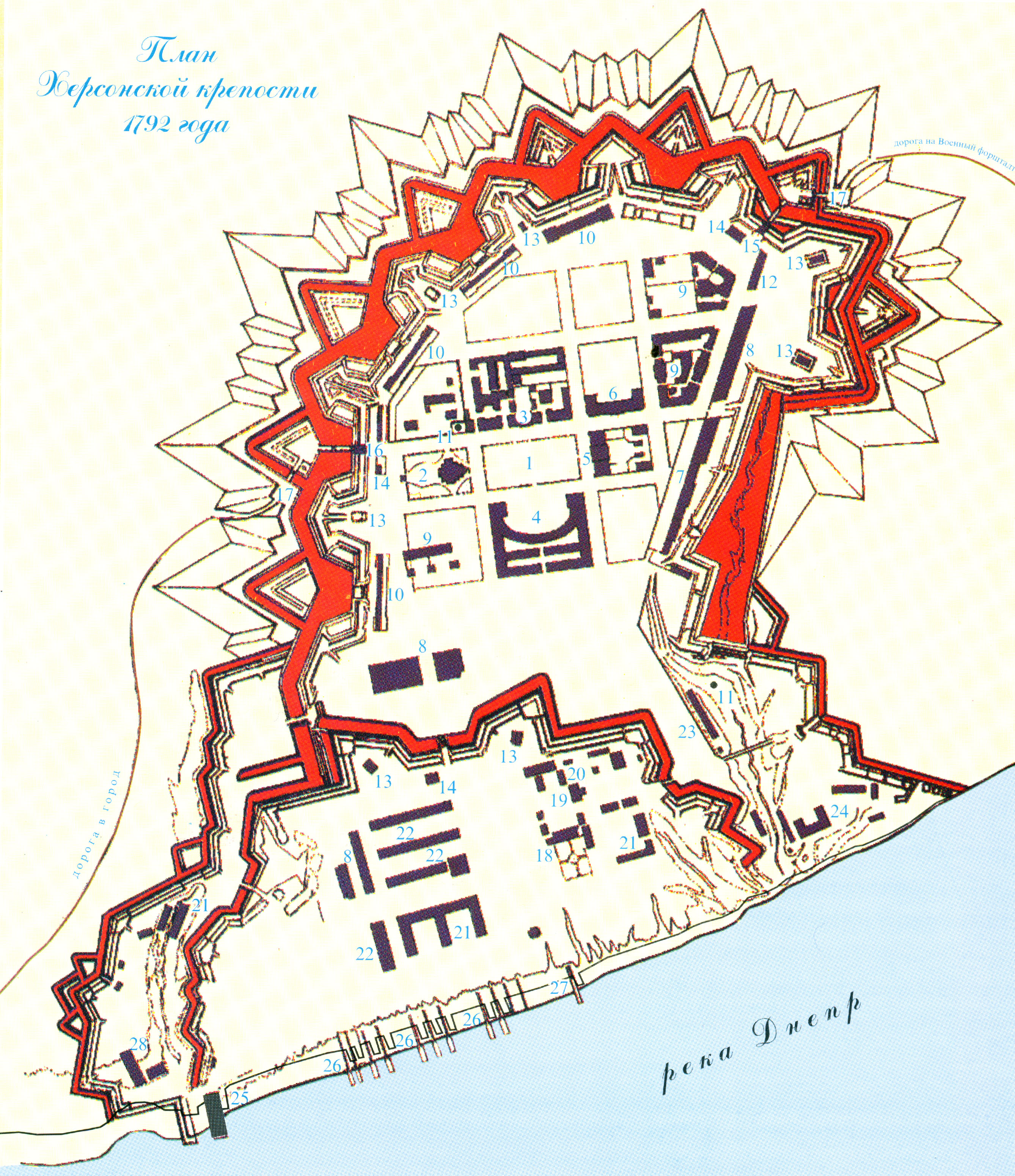
План Херсонской крепости 1792 г.

На плане Херсонской крепости 1792г. цифрами обозначены следующие объекты.
1. Дворцовая площадь

2. Екатерининский собор

3. Инженерная и комендантская канцелярия (бывший дворец генерал-губернатора)

4. Адмиралтейский арсенал

5. Дом генерал-губернатора (бывший монетный двор)

6. Главная полевая аптека

7. Литейный пушечный завод

8. Магазины провианта

9. Жилые дома для офицерского состава

10. Солдатские казармы

11. Колодцы

12. Магазины комиссариатских вещей

13. Пороховые погреба

14. Кордегардии

15. Московские ворота

16. Очаковские ворота

17. Ворота равелина

18. Путевой дворец Екатерины ІІ

19. Дом начальника порта

20. Правление Черноморского адмиралтейства

21. Морские магазины

22. Морские покои

23. Арестантская казарма

24. Полевая аптека

25. Сарай для мачт

26. Эллинги

27. Пристань

28. Кузнечные мастерские

## Описание

### Каменные ворота крепости

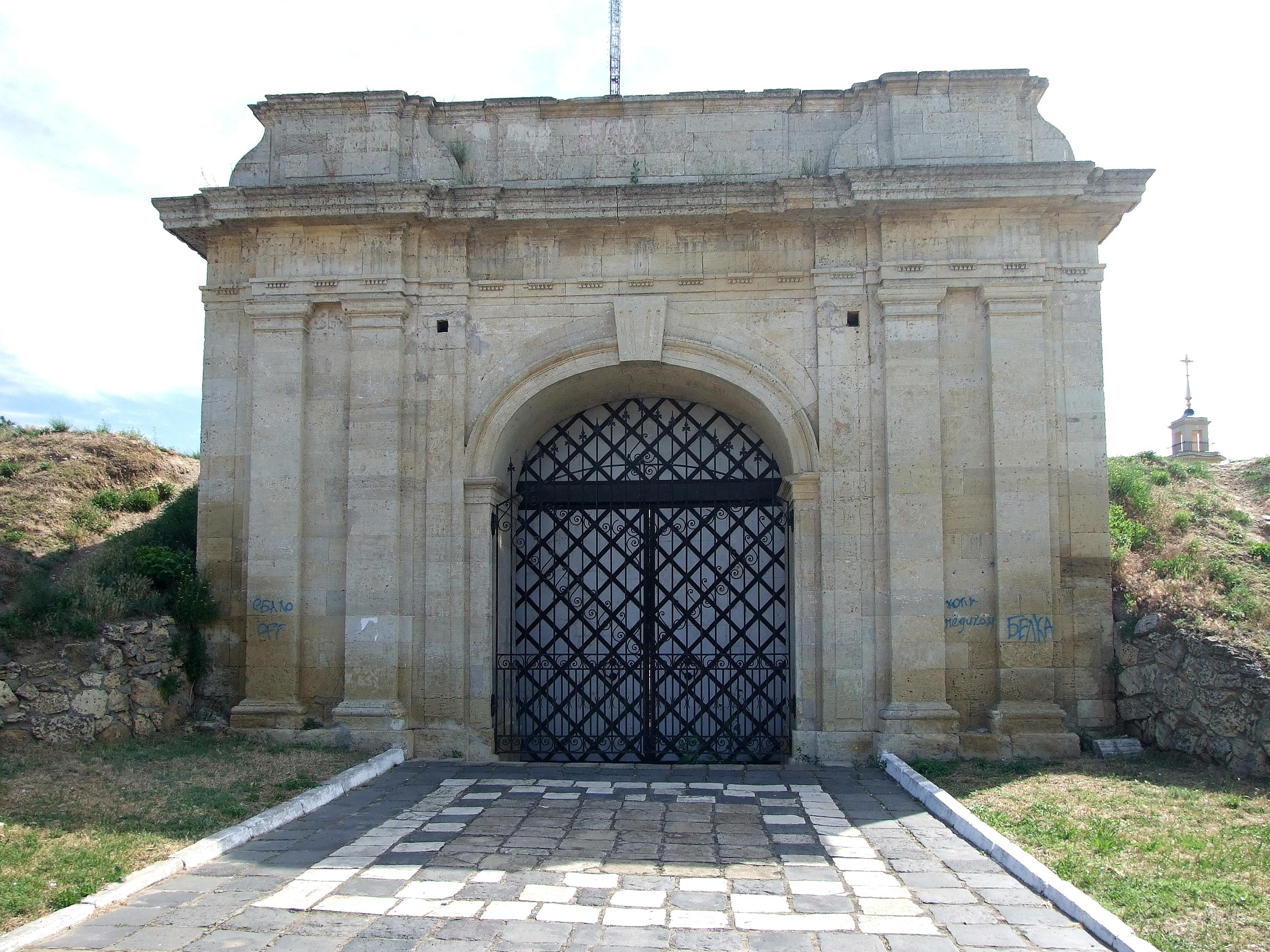
Очаковские ворота

Очаковские и Московские ворота Херсонской крепости являются одними из старейших сооружений города, сохранившихся до наших дней. Врата полностью идентичны друг другу, имеют арочную конструкцию, сложенные из хорошо обработанного ингулецкого известняк, декорированные пилястрами и аттик. Названы по направлениям путей, ведущих из Херсонской крепости на Очаков и на Москву или Петербург (другие названия Московских ворот — Санкт-Петербургские или Северные).
Очаковские ворота расположены в западной части крепости, напротив Екатерининского собора. Соединяла крепость с Греческим форштадтом и имела подъемный мост, за которым размещался равелин.
Московские ворота расположены в северо-восточной части крепости (ныне парка Херсонская крепость). Имела подъемный мост через ров, соединяла крепость с Военным форштадтом. Представляют собой типичный образец оборонного зодчества: прямоугольное в плане сооружение, перекрытое коробовым сводом, построенное из местного камня. Построены, как считается, по проекту московского архитектора Родиона Казакова в 1783 г. Является памятником архитектуры национального значения (охранный №719).

### Адмиралтейство
Херсонское адмиралтейство было заложено 19 ноября 1778 года. Первый камень освятил архиепископ Славянский и Таврический Никифор. На территории адмиралтейства располагалось большое количество морских магазинов, тюрьма, управление командира порта и адмиралтейства, мастерские: бондарская, помповая, котельная, малярная, разная, плотничная, блочная, купорная, литейная, кузнечная и т.д. Также здесь был артиллерийский арсенал, склады корабельных, судовых и других принадлежностей, матовый, пеньковый и конопатный магазины и дворец Екатерины II с 4 флигелями. Вдоль берега Днепра располагались лесопильня на платформе из свай, адмиралтейская пристань и широкая деревянная набережная.
Вдоль реки было возведено 5 доков, строительство которых требовало особой работы и больших затрат, поскольку для этого приходилось разбивать и расчищать каменные берега Днепра. Недалеко от доков строились на стапелях суда, меньшие по размеру, а также камели. В 1787 году Черноморский флот состоял уже из 12 линейных кораблей и 7 фрегатов. Спущенные на воду корабли и фрегаты проводились до глубокой пристани через мелководье днепровских устьев на камелях. На Глубокой пристани они оснащались и отправлялись в Севастополь для вооружения артиллерией.
В адмиралтействе работали вольнонаемные мастера, крепостные, отпущенные на оброк, беспаспортные беглые крестьяне, отставные солдаты и каторжники. В 1785 году был издан указ об отправке в Херсон колодочников, приговоренных к ссылке. Херсонское адмиралтейство просуществовало 50 лет: в 1827 г. началась транспортировка оборудования в Николаев, а в 1829 году адмиралтейство как учреждение было ликвидировано.

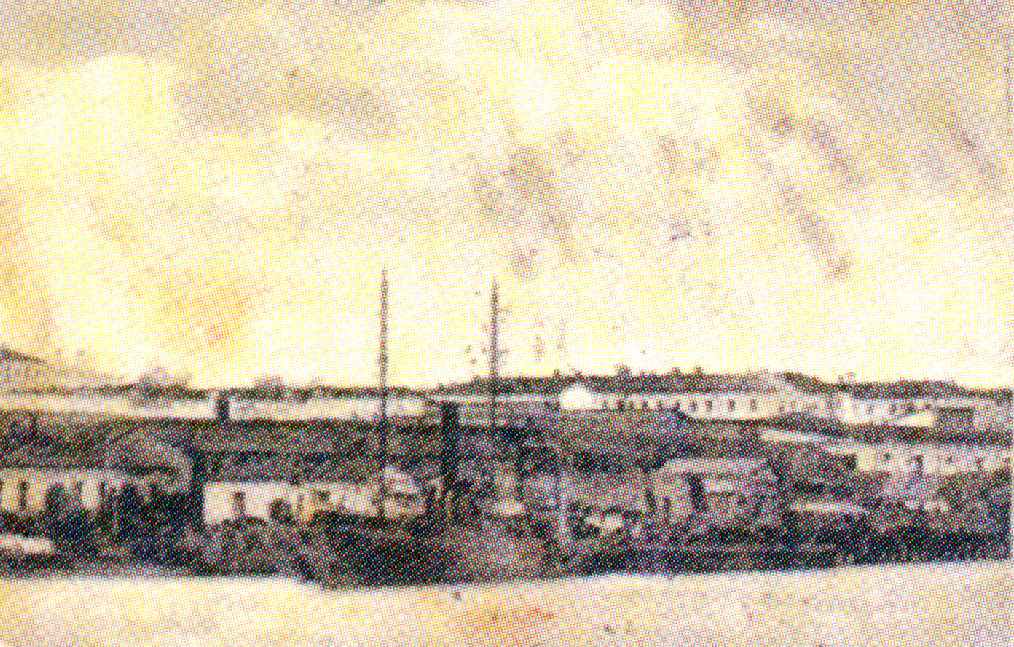
Фрагмент снимка херсонской набережной на месте бывших эллингов (на заднем плане — дисциплинарный батальон)

### Дисциплинарный батальон
Дисциплинарный батальон располагался на территории бывшего адмиралтейства между улицами Адмиралтейской (сейчас — Красностуденческая) и Заводской (Порт-Элеватор), ближе к реке. В 1914 году начальником батальона был назначен полковник Михаил Семёнович Вода. В начале XX века в Российской империи существовало 4 дисциплинарных батальона: в Бобруйске, Херсоне, Воронеже и Екатеринограде, 2 роты в Омске и Иркутске, 1 команда в Оренбурге. По состоянию на 1 января 1899 года во всех дисциплинарных частях находились 3316 заключенных.
Дисциплинарные части являли собой места лишения свободы для низших военных чинов. Эти учреждения создавались для того, чтобы приучить самых ненадежных солдат к военной дисциплине. Военные низших чинов высылались в дисциплинарные части исключительно по приговору военно-окружных и полковых судов, в основном за военные преступления. Заключенные в дисциплинарных частях не снимались из реестра в своих полках и отправлялись в дисциплинарные части в установленном для арестантов порядке. Условия их пребывания в таких частях ничем не отличались от обычных солдатских условий: они ели такую же пищу, проходили строевую подготовку и носили военную форму.
Здание, в котором размещался дисциплинарный батальон, не сохранилось.

### Дворец генерал-губернатора

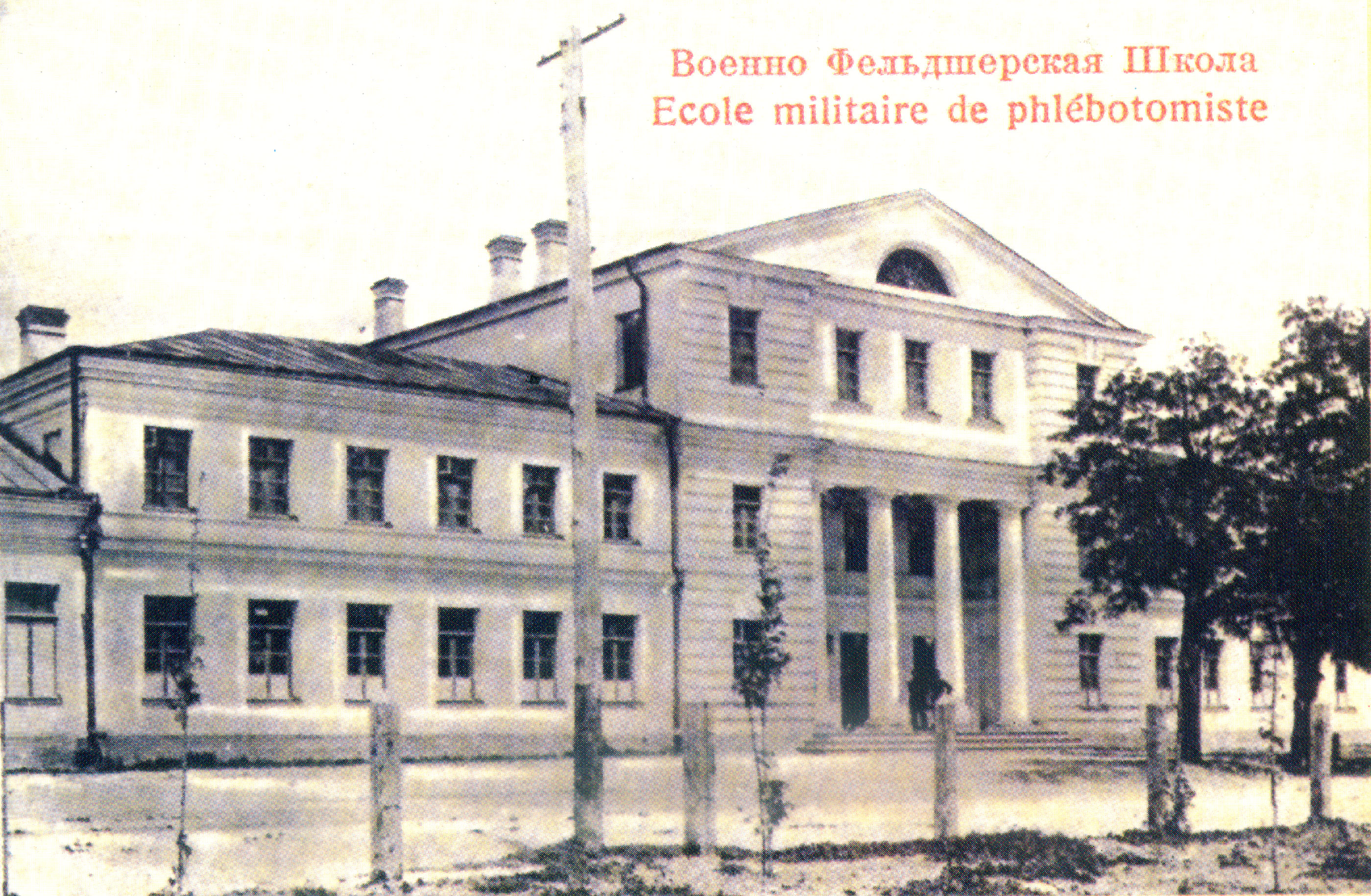
Военно-фельдшерская школа (бывший дворец Генерал-губернатора), 1911 г.

Дворец генерал-губернатора был построен в 1780-е гг. Он располагался в центре большого ансамбля построек, которые вместе образовывали целый квартал. В центре этого квартала был заложен сад и обустроена турецкая баня. С противоположной стороны были конюшни. Восточную часть квартала занимали кухня и хозяйственные службы. С левого и правого крыла главного корпуса размещались одноэтажные флигели.
После смерти Потемкина в 1791 году дворцовый комплекс был переоборудован: в нем разместились главная гауптвахта, комендантское управление и ордонансгауз. В XIX ст. внешний вид здания был изменен: арочную лоджию третьего этажа заменили тремя стандартными окнами сложного профиля, изменили форму крыши, а в треугольный фронтон поместили полукруглое слуховое окно. В начале ХХ ст. здание бывшего дворца занимала военно-фельдшерская школа, а в некоторых корпусах — 1-й батальон Пехотного полковника генерал-адъютанта Корнилова.
Здание размещалось на территории современного парка им. Ленинского комсомола.

### Путевой дворец Екатерины ІІ
По данным исследователей, путевой дворец Екатерины II был построен на территории адмиралтейства специально к путешествию императрицы в Новороссию. Здесь она провела 5 дней с 12 по 17 мая 1787 года.
Снаружи здание дворца выглядело простым и особенно не отличалось от других. Однако изнутри было роскошно украшено росписью по дереву и позолотой. Дворец располагался на склоне Днепра перед небольшим садом. По обе стороны дворца размещались служебные здания, причем с восточной стороны был построен двухэтажный «оперный дом».
Некоторые исследователи утверждают, что во время своего пребывания в Херсоне, Екатерина ІІ посадила перед дворцом абрикосовое дерево, которое более века спустя оставалось местной достопримечательностью.
1 октября 1834 года в здании бывшего дворца было открыто училище торгового мореходства. Это учебное заведение готовило штурманов и шкиперов для частных купеческих судов, а также инженеров торговых судов. В 1853–1856 годах, во время Крымской войны, в этом здании размещался военный госпиталь. В конце 60-х годов XIX века училище было закрыто, а после капитального ремонта здания в октябре 1872 года в ней была открыта Учительская семинария, которую впоследствии перевели из Херсона в Николаев. Администрация семинарии жаловалась на то, что здание старое, тесное, с низким потолком, плохой вентиляцией и без актового зала. Поэтому часть учебных классов и администрация была переведена на улицу Семинарскую в казенное здание, а в бывшем дворце остался только третий класс с физическим кабинетом. К настоящему времени здание не сохранилось.

## Херсонская крепость в искусстве

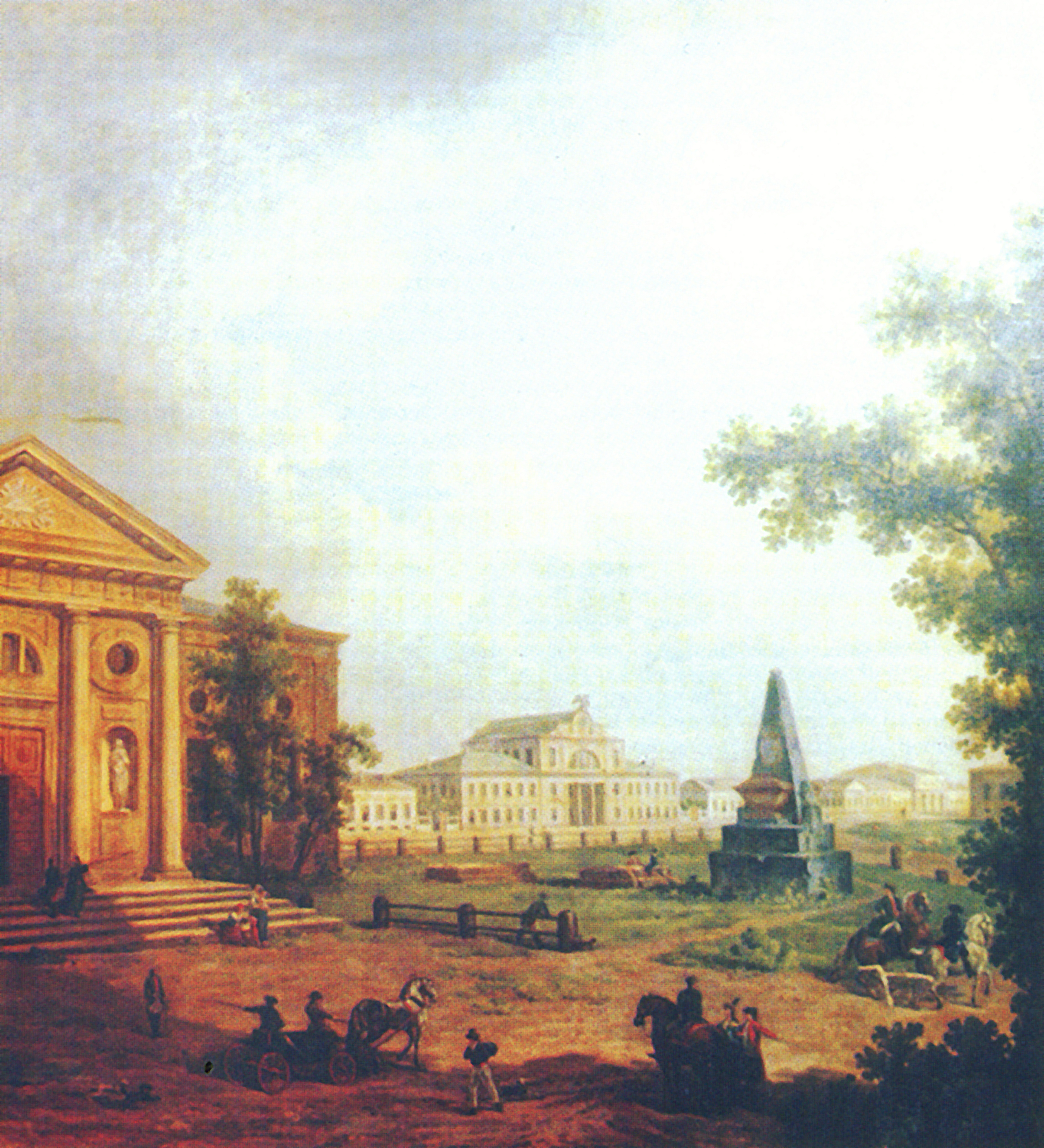
Картина Алексеева Ф. Я. «Пейзаж Херсона» (1797—1800 гг.). Холст, масло

Картина академика Академии художеств Алексеева Ф. Я. «Пейзаж Херсона» была написана с акварели «Городская площадь в Херсоне» в 1797–1800 годах и хранилась в Академии художеств. Слева на картине виден южный портал Екатерининского собора, в центре — дворец генерал-губернатора Потемкина Г. А. В правой части композиции пирамидальное надгробие принцу Карлу-Александру Вюртембергскому, левее — надгробная плита молдавского князя инженер-полковника Корсакова Николая Ивановича (1749—1788), отца изобретателя «интеллектуальных машин» С.Н. Корсакова.
О передаче картины «Херсонскому городскому музею древностей Херсонского края» передал ходатайство в 1913 года В. И. Гошкевич. Ходатайство поддержал городской голова Н.И. Блажков, а впоследствии, Херсонская городская дума. В 1914 году картина была передана музею. В настоящее время картина находится в Херсонском краеведческом музее.

## Херсонская крепость в литературе
Российский писатель Борис Лавренев, который родился и вырос в Херсоне, в своем романе «Синее и Белое» вспоминает:
Серые (лошади - прим.) проносят фаэтон в обомшелые ворота Екатерининской крепости. Валы её давно обрушились, во рвах бастионов зацветает плюшем ряски оставшаяся от снеготаяния и весенних ливней жёлтая вода. Приземистый военный собор подымает облупленными, точно в пятнах ожогов, пальцами колони плоскую шапку купола. Против собора — завитый плющом белый домик коменданта.
30

## Современное состояние
Во времена советской власти была разобрана большая часть сооружений крепости. До наших дней сохранилась лишь небольшая часть крепости: несколько сот метров крепостных валов, Очаковские и Московские (Северные) врата, здание Адмиралтейского арсенала, Адмиралтейского арсенала, пороховой погреб и комплекс Екатерининского собора.
Большую часть бывшей крепости занимают Комсомольский парк, стадион «Кристалл» (для строительства которого были частично использованы остатки земляных валов крепости), порт-элеватор и Киноконцертный зал «Юбилейный».

## Интересные факты
- На территории бывшей Херсонской крепости было найдено скифское захоронение IV—III ст. до н.э.
- В 2008 году, в честь 230-летия со дня основания Херсона, представителями 25 общественных организаций города была начата идея создания ландшафтной модели Херсонской крепости в масштабе 1:100. Предполагалось, что этот проект станет изюминкой как гостей города, так и его жителей. Местом для расположения макета Херсонской крепости выбрана территория Ботанического сада Херсонского государственного университета.[5]
- В бывшем крепостном пороховом погребе, сохранившемся до наших дней, недавно расположен ресторанный комплекс «Александр-Шанц».